# Диоклецијан
Гај Аурелије Валерије Диоклецијан (лат. Gaius Aurelius Valerius Diocletianus, слсрп. Дукљан) је био римски цар. Родом је из Далмације (Диоклеа, близу Салоне – данашњег Солина), а поријеклом је из сељачке породице. Уздигао се од обичног војника до војног заповједника у Мезији, заповедника царске телесне гарде и сенатора па све до конзула. Послије смрти Нумеријана (у време дубоких економских, политичких и војних тешкоћа) војници су га прогласили за цара 284. године. Идуће године именовао је свог пријатеља Максимијана август-ом и савладаром предавши му на управу западни део царства. Осигуравши границе државе на Еуфрату и у Сирији, узео је 293. себи за савладара и цезара Галерија којег је оженио својом кћерком Валеријом. Истовремено је и Максимијан за свог савладара и цезара прогласио Констанција I Хлора.
Тиме је у држави проведена тетрархија:
- Диоклецијан је непосредно управљао азијским делом државе, Тракијом и Египтом;
- Галерије Балканским полуострвом и Подунављем;
- Максимијан Италијом, Рецијом, Хиспанијом и Африком, а
- Констанције Галијом и Британијом.

Законе, који су вриједели за читаво царство, издавала су заједнички сва четири владара. Као цар био је најжешћи прогонитељ хришћана, а прогоне је отпочео око 303. године објављивањем тзв. Четири едикта. Најпознатија жртва његових прогона био је Свети Ђорђе посечен 303. год. и епископ Дујам (данас познатији као Свети Домн). Владао је апсолутистички и увео је по оријенталном узору строги дворски церемонијал. Своју личност окружио је култом, тако да су Сенат и преостале републиканске институције и традиције изгубиле сваки значај. У складу с тим Диоклецијан се прогласио сином бога Јупитера и захтијевао да сви пред њим морају пасти ничице (проскинеза) и поштовати га као живог бога. Тако је с божанским царем (dominus deus) отпочео доминат, а принципат завршио.
Државу је поделио на 12 дијецеза (101 провинција). Италији је одузео дотадашњи повлашћени положај у погледу плаћања пореза. Уредио је финансије и порески систем те је реформисао новчани систем. Такође је реорганизовао војску и донео закон о максимизирању цена животних намирница и услуга (Диоклецијанов едикт о ценама 301.) Одвојио је и војну управу од цивилне и увео хијерархију дворских и друштвених сталежа.
За вријеме владавине водио је ратове против Германа и Сасанидских Персијанаца. Двије године прије абдицирања (због болести) почео је прогањати хришћане, иако им је прије тога био наклоњен. 1. маја 305. одрекао се царске части (истовремено је то учинио и Максимијан) и повукао се у своју палату у Далмацији коју је дао саградити на подручју данашњег Сплита (данас позната Диоклецијанова палата). Након напуштања царске власти бавио се вртларством (најдраже му је било узгајање—купуса). У приватном животу доживио је тешку трагедију кад му је узрупатор Лициније дао убити жену Приску и кћер Валерију. Кажу да се отровао 311. да би избегао Константиновој и Лицинијевој срџби.

## Извори о Диоклецијану
Условно речено, главне чињенице о Диоклецијану могу се уз благу резерву прихватити као тачне. Но, у погледу појединости и хронологије влада права збрка која задаје главобоље. Нумизматика је ту од мале или готово никакве помоћи. Царске повести завршавају се са Кариновом биографијом. Није сачуван ниједан оновремени извор, као ни они делови у Маркелина и Зосиме посвећени искључиво овој епоси: претпоставка је да су их ограничени хришћански преписивачи намерно изоставили или у крајњем случају уништили не би ли на тај начин спречили да било каква ласкава слика њиховог персекутора или његова слава допру до будућих нараштаја. Историчари су нажалост принуђени да своја истраживања базирају на основу оскудних и незадовољавајућих извода из Еутропија, Виктора, Феста, неистинитог и несувислог претеривања панегиричара и крајње острашћеног куђења аутора списа О смрти прогонитеља, као и других писаца истог кова. Из оваквих скучених и обојених извора изузетно је тешко извући ишта што би ишло у прилог непристрасном поимању ове изузетне фигуре.

## Биографија

### Порекло и карактер
Потекао је из једне далматинске породице ниског порекла. Отац му је био роб, а у најбољем случају ослобођеник; али је вероватно, како наводи Б. Г. Нибур, да се под тим подразумева колон. Мајка му се звала Доклеја.
Сâм Диоклецијан, како неки тврде, био је ослобођеник сенатора Анулина. Ако је овај навод тачан, онда је Диоклецијан морао бити рођен у тренутку када су његови родитељи још били робови. Међутим, ово је немогуће, јер, како истиче Нибур, римски закон би му као таквом засигурно онемогућио да се пријави у легију.
Како истиче Нибур, Диоклецијан је, све у свему, био напрасит човек, али је само у два случаја оправдао наводну окрутност: у кажњавању александријских побуњеника, и у погрому хришћана, при чему је у овом последњем као стар био подстакнут од Галерија. Био је то, како вели исти, човек ретке памети који је увидео да је изузетно опасно на силу објединити оно што је само по себи подвојено. Стога је изумео наизглед необичан систем којим су окончани расцепи између Оријента и Окцидента, барем на неко време.

### Каријера до добијања царског звања
Диоклецијан је ваљано напредовао у војној служи (пре 270), што је по Нибуру довољно да побије наводни кукавичлук, који му је, као и другим славним војним заповедницима (као нпр. Наполеону), приписиван. Зонара сликовито наводи да је „из редова обичних војника (ἐξ εὐτελῶν στρατιωτῶν) постао дуксем Мизије (δοὺξ Μυσίας)“.
Пратио је Кара у походу на Персијанце; а по смрти овог цара на обали Тигра и током повлачења остао је привржен двору у својству заповедника гарде доместикâ (лат. domestici). Када је Нумеријанова судбина постала јасна, трупе које су се окупиле на свечаном скупу у Халкедону ради номиновања новог цара једногласно су се изјасниле да је Диоклецијан најдостојнији том звању.
По Вописку, пошто се попео на трибуну и био поздрављен као август, Диокла је неко из гомиле упитао како је убијен Нумеријан. Истога трена новопечени владар је потегао мач на преторијанског префекта Арија Апера и наочиглед свих пробо га уз речи: „Ово је тај који је починио убиство Нумеријана“. Уз то је, како вели исти писац позивајући се на причање свога деде који је био присутан тамо, додао: „Аперу, захвали се што си пао од руке великог Енеје!“
Овај чин, којим је обележио почетак своје владавине, одликовао се без сумње крајњом брзоплетошћу. Упркос његовом ограђивању од тога да је био умешан у сумњиве радње, њему је засигурно било више стало до тога да скине сумњу са себе и уклони конкуренцију (нарочито откако је од једне друиткиње добио пророчанство да ће постати цар чим убије вепра) него да задовољи правду.
Ово се издешавало током године која је позната у хронологији као Диоклетијанова ера илити ера мученика.

### Учвршћивање престола
Пошто је церемонија устоличења обављена у Никомедији, постало је неопходно суочити се, и то одмах, са Карином који је на челу бројне и дисциплиноване војске хитао ка Азији. Супротстављене војске сусреле су се на пролеће код Марга, једне варошице надомак Дунава у Горњој Мезији. Диоклетијанове легије које су се недавно вратиле с похода на Персију нису биле у форми за разлику од Каринових. Након љуте борбе победа је допала кршним ветеранима легијâ Запада. Међутим, док је гонио разбежаног непријатеља, Карин је пао као жртва личне освете његовог војног трибуна. Оставши без свог вође, Каринове легије су се измириле са непријатељем и признале Диоклетијана за свог цара: нико се није нашао да му то оспори. Након овог извојеваног успеха држање новопеченог цара било је за сваку похвалу и политички умерено. Није било ни проскрипција, ни конфискација, ни прогонстава. Готово читавом чиновничком кадру бившег цара било је дозвољено да остане на свом месту, а чак је и преторијански префект Аристобул задржао своју позицију.

### Избор другог цара
Изгледало је да је најзад на снагу ступио већ дуже време неприсутан мир (в. Криза 3. века). Међутим, изгледи за тако нешто били су мали. Поред непокорног духа који је углавном преовлађивао код солдатеске, навикнуте да уздиже и свргава цареве по свом нахођењу, интересу и расположењу, царство је са свих страна било погођено проблемима. На Западу се под предводништвом Елијана и Аманда дигао покрет Багауђана или Багауда (одметнути колони и робови), на Истоку су надирали Персијанци, а на Северу с оне стране Дунава ускомешали су се варвари. Осећајући се немоћним да се сâм носи са силним проблемима, Диоклецијан се решио да узме себи колегу који ће, барем номинално, бити у рангу с њим и помагати му да сноси терет власти. Његов избор је пао на храброг и искусног, премда грубог и неписменог војника Максимијана кога је у Никомедији 286. узвисио у августа. Истом приликом удружени владари су усвојили епитете: Диоклетијан — Јовије (лат. Iovius — који потиче од Јупитера), а Максимијан — Херкулије (лат. Herculius — који потиче од Херкула), било из неког сујеверја, или, по објашњењу једног панегиричара, да дају свету до знања да старији поседује већу моћ у односу на млађег.
Максимијан је, међутим, како вели Нибур, био по природи сиров и окрутан: пролио је много племените крви у Риму — не у моралном смислу те речи — било зато да конфискује имовину нобилима, било зато што је био дрзак и што су га они озлојеђивали, па је, како се чини, место у Сенату бивало све више и више наследно.

### Спољашњи и унутрашњи проблеми и увођење тетрархије
Нови цар је похитао у Галију да својим присуством савлада побуну, што му је и успело без већих тешкоћа. Међутим, ово постигнуће било је слаба утеха у односу на губитак Британије. Слава двојице августа затамњена је принудним одобравањем Караузијеве узурпације у овој провинцији.
Невоље су се у међувремену толико намножиле широм царства да су постале свакодневне. У Александрији је неки Ахилеј присвојио инсигније власти; Блемијци су стали да угрожавају горњу долину Нила; Јулијан је узео царске инсигније у Картагини; савез од пет ратоборних племена на ниском ступњу развоја са планине Атлас (у изворима познатих као лат. Quinquegentanae или лат. Quinquegentiani) кренуо је да узнемирава Африку; поново протеран из Јерменије, Тиридат је приморан да нађе уточиште код Римљана; пошто је прешао Тигар, Нарзес је повратио Месопотамију и отворено саопштио своју одлуку о уједињењу читаве Азије под персијским скиптром; на супротној, Германи и Сармати били су сваког момента спремни да се сруче на рањива места дуж границе која се пружала од ушћа Рајне до Еуксинског мора (Црнога мора).
Како би у овом ванредном стању енергичним отпором скршио бројне и страховите нападе у међусобно удаљеним крајевима, а истовремено осигурао и лојалност код заповедника великих војски; Диоклетијан је одлучио да уведе нов начин управљања царством. Утврђено је да поред двојице августа буду и два цезара, чиме би царство било подељено између њих четворо: сваком би запао известан одређен и тачан део у оквиру којег би у случају одсутности осталих имали врховну власт. Радећи заједнички на истом задатку (обнова царства) сва четворица су сматрана колегама. Одлука једног почивала је на одлуци оног другог. Но, док су оба цезара била у извесној мери подређени августу, од њих као и од млађег августа је изричито захтевано да Диоклетијана својим сувереном и руководиоцем свега. У том смислу, 1. марта 292. Константије Хлор и Галерије су проглашени за цезаре у Никомедији. Да би се учврстила нова веза обојица су позвани да се разведу од својих супруга. Први је ожењен за Теодору Максимијанову пасторку, а други за Валерију Диоклетианову кћи. У расподели провинција цезарима су допали они делови у којима је изискиван највећи напор и излагање ризику. Константију је додељена Британија, Галија и Шпанија, са седиштем у Тријеру (Трир); Галерију је препуштен Илирик и читаво Подунавље, са седиштем у Сирмијуму (Сремска Митровица); Максимијан је са седиштем у Медиолануму (Милано) управљао Италијом, Африком и Сицилијом заједно са острвима у Тиренском мору; а Диоклетијан је управљао Тракијом, Египтом, Сиријом и Азијом, са седиштем у Никомедији (Измит).

### Непосредни резултати тетрархије
Непосредни резултати овог договора били су већином повољни. Максимијан је поразио мавретанска племена и протерао их на њихова планинска упоришта, док је Јулијан побеђен извршио самоубиство. Диоклетијан се заузео за Александрију која је освојена после осмомесечне опсаде; побијено је више хиљада бунтовних грађана. Бусирида и Коптос су сравњени са земљом, а Египат над којим се сручила царева осветничка рука пао је у бедну потчињеност.
У Галији је одбијена навала Алемана који су након љутог отпора савладани уз велики покољ. Караузијева ратна лука Бононија (Булоњ на мору) била је принуђена да се преда, а узурпатора је убрзо потом његов одабран пријатељ и министар Алекто ставио на муке. Након готово десет година самосталности Британија се поново нашла под римским скиптром. Константијеве трупе (две легије) успешно су се искрцале на британско тло и читаво острво је повраћено у кратком року.
На Истоку борбе су биле нарочито тешке, али је победа, иако одложена за неко време, била, штавише, потпунија и славнија. Галерије који је прво морао напустити своје провинције да би водио овај рат претрпео је жесток пораз код Каре. Међутим, десеткована војска је ужурбано попуњена повећим одредима сачињеним од ветерана из Илирије, Мезије и Дакије. Поучен недавним поразом, Галерије је напредовао смотрено јерменским планинама избегавајући отворено поље где је коњица имала предност. Истрајавши у овом подухвату, изненада се са 25.000 људи обрушио на непријатеља задавши му једак пораз. Персијанци су се разбежали главом без обзира, а Нарзес, који је лично предводио војску, побегао је уз велике потешкоће оставивши непријатељу на милост и немилост властити харем и децу.
По римској победи Нарзес се, како се чини, повукао из римске Месопотамије, којом је својевремено овладао, и послао изасланика да обавести Римљане да је спреман да прихвати мировне услове у замену за своје ближње. Галерије је на молбе персијског изасланика одговорио тирадом о персијском третману према Валеријану.
Јер, уистину, добро сте пазили на меру (μέτρον, moderatio) у победи над Валеријаном; пошто сте га обманувши смицалицама заробили, не ослобађајући га до крајње старости и срамног свршетка, онда сте му затим неком гадном вештином очували кожу, наневши тако смртном телу бесмртно недело.— 
Услови су, како их наводи Петар Патрикије, следећи: 
1. Римљанима ће допасти Интилена (Ингилена) са Софеном, а Арзанена са Кордуенама и Завдикеном;
2. Тигар ће бити граница између двеју царстава;
3. тврђава Зинта на граници Медије биће граница Јерменије;
4. јерменски краљ примаће симболе власти од Римљана;
5. Низибис на Тигру предвиђен је као једино место за трговину.

### Абдикација и смрт
Читав низ бриљантних постигнућа захваљујући којима су варвари одбачени са свих граница завршен је када је Диоклетијан ушао у двадесету годину своје владавине. Игре уобичајене за сваки деценијски период приређене су уз највеличанственији тријумф који је Рим запазио још од времена Аурелијана.
Међутим, ни дух ни тело Диоклетијана, који је већ премашио педесет и девету, нису могли више да поднесу непрестану бригу и напоре којима су били изложени. На једном свом путовању у Никомедију Диоклетијан је задобио неку болештину и мало је фалило да јој подлегне. Но, и онда када је непосредна опасност превазиђена, Диоклетијан је налазио да је исцрпљен и слаб те је решио да абдицира. Ускоро је, како изгледа, донео одлуку и извршио је брзо: у присуству војске и народа, неких пет километара од места где је узео пурпур, Диоклетијан се свечано одрекао царске хаљине (1. мај 305). Призор сличан томе одиграо се истог дана у Медиолануму, када се невољни Максимијан повукао са места августа. Према начелима новог уређења Константије Хлор и Галерије су сад добили достојанство августа, а за цезаре су изабрани Флавије Север и Максимин Даја.
Диоклетијан се повукао у своју родну Далмацију. Преосталих осам година живота провео је у филозофској повучености у близини Салоне, посветивши се сеоским задовољствима и баштованству. Псеудо-Виктор је забележио чувену анегдоту о томе како је Диоклетијан на леп начин одбио Максимијанов и Галеријев предлог да поврати империјум ког се својевремено одрекао.
Камо среће да сте били у прилици да видите у Салони зеље — Мојим рукама узгојено; засигурно вам никада не би пало на памет да се дотакнете тога (тј. тог питања — прим. прев.).— 
Умро је у шездесет и седмој години живота. Прича се да се убио не би ли избегао Константиновој и Ликинијевој срџби. Саркофаг са његовим телом се налазио у маузолеју у центру Диоклецијанове палате. Хришћани су га касније уклонили, а маузолеј је постао катедрала Светог Дујма, који је убијен за време Диоклецијанових прогона.

## „Тетрархија“ (владавине четворице царева)
Извесно је да је Диоклетијан начинио преокрет целокупног политичког система царства ударивши темељ новом (доминат) далеко другачијем у односу на принципат кога су се у складу са традицијама Републике држали његови претходници.
Спровести тако нешто у дело подразумевало је излазити на крај са непослушношћу моћног војничког тела више сконцентрисаног по рубним крајевима Царства, заверама преторијанаца и са сенатом и становништвом у Риму који су се слепо држали својих традиционалних права и слобода. Из војске је требало да се одстране само они заповедници који својом популарношћу међу подређеним им војницима представљају потенцијалну претњу по нов поредак.
Постављањем четворице врховних војних заповедника, заинтересованих за очување постојећег стања ствари, ишло се за тим да се царство осигура са те стране. Како су млађа двојица били одређени за наследнике много пре него што су заправо ступили на власт, чинило се могућним да ће им једнога дана, када стари августи буду умрли, у складу са процедуром бити додељена већа овлашћења. На исти начин би, без неке гунгуле и оптерећивања у вези с тим питањем, на њихова упражњена места била доведена двојица нових цезара.
Потпуно је неминовно да у овом случају дође до међусобне зависти, па је стога да би се то предухитрило одлучено да се свој четворици дају засебне надлежности што је могуће апсолутне. А уколико би дошло до тога да се један од њих осмели да посегне за највишом влашћу, тај је у сваком моменту могао да рачуна на сложну опозицију остале тројице.
У погледу преторијанаца, одлучено је да им се не посвећује готово нимало пажње коју су до тада уживали. Но, да не би случајно дошло до каквог инцидента, постепено су распуштавани и лишавани својих ранијих привилегија. Уместо њих, довођени су Диоклетијанови и Максимијанови илирски одреди који су били чврсто одани својим господарима-сународницима.
Деградација Рима условљена премештањем двора, као и успостављање четири нове престонице, представљала је тежак ударац дотадашњем утицају сената.

## Регулисање цена и надница
Са успостављањем новог поретка једна од најтежих последица у првом реду било је велико повећање јавних расхода изазване неминовношћу издржавања четири двора на нивоу источњачке раскоши и величанственим здањима које су тетрарси градили било из личне сујете било из политичких разлога (ради улепшавања своје престонице или омиљене резиденције). До потребног износа могло се доћи само путем повећаног опорезивања, те се код свих друштвених категорија наилази на огорчено негодовање због немилосрдног изнуђивања ком су били изложени. Међутим, Диоклецијан нипошто није био равнодушан према комфору и просперитету својих поданика. Укинути су разни монополи, подстицана је трговина, показана је спремност да се награди заслуга и сузбије корупција у сваком сектору. Гледишта која воде рачуна о стварима у вези са политичком економијом добро илуструје посебан едикт откривен касније у Стратоникеји заслугом пуковника В. М. Лика (енгл. W. M. Leake); њиме се за читаво Царство одређују наднице радника и занатлија, као и максималне цене свакодневних потрепштина и робе широке потрошње.

## Прогон хришћана
Убедљиво најгора одлика Диоклецијанове владавине била је персекуција хришћана. Његово држање у овој прилици је више него необично; будући да на први поглед није могуће открити повод који га је навео да одобри такву грозоту, и да се зна да му је најупечатљивија карактерна црта да свесрдно избегава окрутне мере.
Како Нибур истиче овде, у намери да сузбију растућу религију, Диоклецијан и његови саветодавци су употребили насиље против ње и то сасвим супротно потреби (барем како се то чини из данашње перспективе). Хришћани су били подвргнути прогону који, међутим, и није био тако страховит како се обично мисли. Нибур се слаже са Х. Додвелом (енгл. H. Dodwell) који је мишљења да овај погром није био ни сенка онога што је починио војвода од Албе у Низоземској. Но, како признаје исти, ипак остаје да је то покушај сузбијања ширења ове религије, будући да људе кад су склони нечему не може ништа зауставити сем истребљења или ропства.

## Концепт владареве личности за време „домината“
Ништа мање пажње посвећено је и наоко тривијалним стварима: скупоцене текстилне хаљине украшене златом, свилене ципеле обојене у пурпур и накићене драгим камењем, краљевска дијадема око главе, титула господара и бога (лат. dominus et deus), замршени дворски церемонијал који је подразумевао проскинезу (од грч. προσκυνέω, поклонити се, пасти ничице) и др. Кратковиди савременици су све то приписивали надувеном поносу бившег далматинског роба опијеног изненадним личним успехом, али у стварности то је био саставни део паметне и добро промишљене замисли како да се суверен окружи неком врстом сакралног и мистериозног сјаја.

## Наслеђе
Остављајући по страни Диоклетијанову војничку умешност, не може се занемарити чињеница да је човек који је осмислио обнову Царства и извршио је у тако кратком временском року морао да комбинује смео и способан интелект са јединственом разборитошћу и практичним умећем. Да су његови планови били такви са каквима би се неки далековидни државник сложио, у потпуности се доводи у питање. Његовом смрћу отпочео је низ љутих борби међу супарнички настројеним цезарима и августима које нису престале да јењавају све док се на челу поново уједињеног Царства није појавио Константин Велики. Па ипак, постигнута је велика друштвена промена; на начелима до тада непознатим на Западу, уведен је нов поредак ствари који је одређивао однос између суверена и поданика до краја постојања Римског царства.
У епској народној поезији на територији данашње Црне Горе сачувано је легендарно сјећање на цара Диклецијана.